# Den Tex (geslacht)

Het geslacht Den Tex (ook: Den Tex Bondt) is een Nederlands adellijk en 'patricisch' geslacht dat bestuurders en journalisten leverde.

## Geschiedenis
Het geslacht kent als eerst bekende voorvader Andries Aertsz. Tekst (Text), stadstimmerman te Culemborg, overleden voor 1701. Zijn kleinzoon Cornelis Aertsz den Tex (1696-1765) was schepen van Culemborg en de eerste bestuurder in zijn familie. Zijn achterkleinzoon jhr. mr. Cornelis den Tex (1824-1882) was burgemeester van Amsterdam; hij werd in 1874 verheven in de Nederlandse adel, maar deze tak stierf met zijn kleinzoon jhr. mr. C.J.A. den Tex (1889-1965) in mannelijke lijn uit. Zijn dochter, Ursula den Tex, laatste van de adellijke tak, journaliste bij Vrij Nederland, schreef een boek over haar familie en over haar moeder.

## Enkele telgen
- Cornelis den Tex (1739-1826), schepen van Tilburg.
  - prof. dr. mr. Cornelis Anne den Tex (1795-1854), hoogleraar in Amsterdam, lid van de Tweede Kamer der Staten Generaal; trouwde 1e in 1822 met Petronella Clasina Bondt (1803-1848), dochter van een van de oprichters van De Nederlandsche Bank, en trouwde 2e in 1851 met Adriana Catharina Angels Weerts (1805-1881)
    - jhr. mr. Cornelis Jacob Arnold den Tex (1824-1882), burgemeester van Amsterdam, stamvader van de adellijke tak Den Tex
      - jkvr. Cornelia Anna Clasina den Tex (1852-1928); trouwde in 1872 met mr. Sjoerd Anne Vening Meinesz (1833-1909), burgemeester van Rotterdam en Amsterdam
      - jkvr. Julie Claire den Tex (1853-1937); zij trouwde 1e in 1878 met ir. Abraham Fock (1855-1932) (gescheiden 1903); zij trouwde 2e in 1905 met George August baron Tindal (1839-1921), lid gemeenteraad en wethouder van Amsterdam, kamerheer van de koningin Wilhelmina
      - jhr. mr. dr. Cornelis ('Coo') Jacob den Tex (1855-1907), lid van de Tweede Kamer der Staten Generaal
        - jhr. mr. Cornelis ('Coo') Jacob Arnold den Tex (1889-1965), burgemeester van Diepenheim en Bloemendaal; trouwde in 1924 met Anna Cornelia barones Bentinck (1902-1989), dochter van Anne Gerard Wolter baron Bentinck (1874-1937) die op Schoonheten woonde en over wie haar dochter een biografie schreef
          - jkvr. Jacoba Ursula den Tex (1933), journaliste en publiciste, laatste telg van de adellijke tak van dit geslacht

      - jkvr. Anna Mathilda den Tex (1861-1944); trouwde in 1884 met Adriaan Jacob Paul Metelerkamp (1856-1920)

    - Jan den Tex Bondt (1826-1882) (naamstoevoeging K.B. 17 april 1826, no. 22), stamvader van de tak Den Tex Bondt
    - Cornelia Johanna Jacoba den Tex (1827-1907); trouwde in 1849 met mr. dr. Jolle Albertus Jolles (1814-1882), minister
    - mr. Nicolaas Jacob den Tex (1836-1899), onder andere lid van Provinciale Staten van Noord-Holland
      - mr. Gideon Mari den Tex (1870-1916), directeur van De Surinaamsche Bank
        - Jan den Tex (1899-1984), letterkundige

      - Emile den Tex (1874-1962)
        - Cornelis Anne den Tex (1916-1997), kunstschilder, graficus
          - Jan Pieter den Tex (1950), musicus
          - Emile den Tex (1953), musicus

        - prof. dr. Emile den Tex (1918-2012), geoloog
          - Gideon den Tex (1948),voorheen (literair) vertaler
          - Charles den Tex (1952), schrijver